# Bulak (Arjawinangun)
Bulak is een bestuurslaag in het regentschap Cirebon van de provincie West-Java, Indonesië. Bulak telt 1816 inwoners (volkstelling 2010).